# Courage C60
Courage C60 (também denominado Pescarolo C60 quando foi operado pela equipe Pescarolo Sport ) foi um carro de corrida esporte protótipo LMP1, construído pela montadora Courage Compétition. Foi utilizado pela equipe de mesmo nome em 2000, como sucessor do modelo Courage C52 e usado em corridas internacionais, até 2007 onde se tornou obsoleto devido a um novo regulamento . 
O modelo C60 compôs parte do esforço de equipes rivais a montadora Audi (operada na época pela Joest Racing) e seus modelos LMP1 de competição R8 e R10, na década de 2000 que levaram a montadora alemã a inúmeras vitórias. O C60 LMP1 participou de várias edições da tradicional prova de resistência das 24 Horas de Le Mans , e provas internacionais de longa duração .